# オスカー・バック
オスカー・バック（Oskar Back, 1879年6月9日 – 1963年1月3日）は、オーストリア生まれのオランダのヴァイオリン教師。

## 略歴
ウィーンのハンガリー人の両親のもとに生まれる。ウィーン音楽院でヤコブ・グリュンにヴァイオリンを学び、16歳で栄誉賞を得た。その後、ブリュッセル王立音楽院でウジェーヌ・イザイとセザール・トムソンに師事している。
しかし技術的熟練と裏腹に、舞台負けに悩まされることになり、ヴァイオリン教師としての道を模索するようになった。バックがステージで演奏したのは、1908年1月17日にスヘフェニンゲンで行われたヘンリ・ヴィオッタの指揮するハーグ・レジデンティ管弦楽団の演奏会のみである。
バックが最初にブリュッセル王立音楽院で教鞭をとったのは1898年のことであり、この時、演奏活動で多忙を極めた師トムソンの代理として教壇に立った。その後、晴れて正式に教員として迎えられている。1906年にはマリア・アントニア・フェルメールと結婚し、一男一女をもうけたが、1923年には離婚した。
第一次世界大戦の影響で、ドイツ軍占領下に於いてオーストリア＝ハンガリーの民として生活するのが難しくなったのを受けて、1919年にはベルギーを離れた。その後、アムステルダムに落ち着き、そこでアムステルダム・コンセルトヘボウ管弦楽団のヴァイオリン奏者たちを鍛えたり、機会があればオーケストラに参加したりした。1921年からアムステルダム音楽院の教授となり、没年まで奉職したが、ロッテルダム音楽院にも出講し、個人的にも弟子を教えた。1935年にはオランダの国籍を取得している。
第二次世界大戦でのドイツのオランダ侵略の間、偽の身分証明書に反駁するために、彼はユダヤ人の遺産を持たないことを証明する書類を作ることを余儀なくされた。
バックの門下には、アルマ・ムーディ、ヘルマン・クレバース、テオ・オロフ、エミー・ヴェルヘイ、ダヴィナ・ファン・ウェリーやヴィオラ奏者に転向したクラース・ボーンなどがいる。ベルギーの王妃であったエリザベート・ド・バヴィエールもまた、バックにヴァイオリンのレッスンを受けていた。バックはオタカール・シェフチークのメソッドを教育に使ったが、弟子たちには技巧的な小品や協奏曲に留まらず、室内楽やオーケストラ用の作品のパートまで教材として使用し、ジャンルに制限をもうけなかった。教師としてのバックは「弟子たちにとても厳格で…情熱的で怒りやすく、大変に勤勉で、寛大さと魅力を備えた」人であり、人の心理に対して深い洞察力を持っていた。
エリザベート王妃国際音楽コンクールやジュネーヴ国際音楽コンクールのような世界に名だたる国際コンクールに、バックは審査員として参加していた。
ブラームスのヴァイオリン協奏曲に自作のカデンツァを遺している。
アンデルレヒトにて没。

## 功績
演奏家として録音は全く残さなかったが、バックは若く才能のあるヴァイオリニストを財政的に支援する財団を設立していた。弟子のオロフによる財団への働きかけにより、1967年からオスカー・バック・ヴァイオリン・コンクールが設けられており、オランダ国内で隔年で開催されている。 参加年齢は17歳から26歳までである。優勝者にはエミー・ヴェルヘイ、ヤープ・ヴァン・ズヴェーデンや、ヴェラ・ベスなどがいる。